# HSS Journal
HSS Journal, Musculoskeletal Journal of Hospital for Special Surgery es una revista médica revisada por pares  fue publicada por Springer Science+Business Media y actualmente por   SAGE Publishing. Cubre enfermedades musculoesqueléticas y cirugía ortopédica. La revista ofrece artículos gratuitos de educación médica continua sin registro. El editor en jefe es Charles N. Cornell (Weill Cornell Medical College of Cornell University).

## Métricas de revista
2022
- Web of Science Group : N/D
- Índice h de Google Scholar:40
- Scopus: 1.674